# ア・プレイス・ウィズ・ノー・ネーム
「ア・プレイス・ウィズ・ノー・ネーム」（原題：A Place With No Name）は、アルバム『エスケイプ』に収録されているマイケル・ジャクソンの楽曲。
アルバムのエグゼクティブ・プロデューサーL.A.リードによるとXscapeの第二弾シングルカットは同曲になるという。

## 概要
元々は2001年のアルバム、インヴィンシブルに向けてバンド・アメリカの「A Horse with No Name」のカバーとして制作されていたがアウトトラックとなった。
Invincibleのアウトトラックは同曲の他に100曲以上存在するという。
マイケルが生前残したオリジナル・バージョンと現代風にアレンジされたコンテンポライズ・バージョンが存在する。
マイケルの楽曲は流出することが多いが同曲も流出しており、多くのファンに正式な発表前から知られていた作品である。